# Tristan Corbière
Édouard-Joachim Corbière, llamado Tristan Corbière (Coat-Congar de la comuna francesa de Morlaix en el Finisterre, 18 de julio de 1845 – 1 de marzo de 1875, donde vivió la mayor parte de su vida y donde fallecería de tuberculosis a la edad de 29 años), fue un poeta cuya obra pasó por su época completamente ignorada hasta que Paul Verlaine lo incluyó en su libro de crítica literaria de Los poetas malditos (título original: Les poètes maudits, 1884).
La marca de Corbière está en la discordancia entre elementos que, antes de pasar por él, estaban en armonía. Esas distorsiones las genera a partir de movimientos circulares que anulan o contradicen sus partes generando un espacio negativo en el verso; de reescrituras de citas; y de relecturas de la realidad que revelan las irresoluciones de un mundo desestabilizado. Es como si fuera demoliendo lo que va nombrando, verso a verso. En el caso de Corbière, la ironía permite expresar tanto ingenio verbal como una especie cinismo cósmico.
La recomendación de Verlaine fue suficiente para llevar su trabajo a la luz pública y establecerlo como uno de los maestros reconocidos del Simbolismo.
Su único trabajo publicado en vida apareció con el título de Los amores amarillos (título original: Les amours jaunes) en 1873. Es un libro de poemas donde el lirismo descriptivo, el reflejo de la atracción que despertaron en el autor el océano y la tierra y la gente de Bretaña se unen a originales hallazgos formales, presididos por el sarcasmo, la crítica irónica y el espíritu de rebeldía.
Los poemas de Corbière han sido vertidos al español en diversas ocasiones, tanto en  piezas sueltas incluidas en selecciones de poesía simbolista, como en libros dedicados a su obra. Entre estos, el más reciente es el titulado La pipa de Tristán Corbière, de Pedro José Vizoso (Grand Island, NE: arKadia, 2021. ISBN: 9781732839489). Este libro contiene, además de la excelente y detallada biografía del poeta francés que da título al  libro, la traducción de 43 composiciones de Los amores amarillos, enriquecida con notas y comentarios.